# Polo aquático nos Jogos Pan-Americanos de 1971
As competições de polo aquático nos Jogos Pan-Americanos de 1971 foram realizadas em Cali, Colômbia. O torneio foi disputado apenas entre homens. Esta foi a sexta edição do esporte nos Jogos Pan-Americanos.
| Evento                  | Ouro               | Prata    | Bronze     |
| ----------------------- | ------------------ | -------- | ---------- |
| Polo aquático masculino | USA Estados Unidos | CUB Cuba | MEX México |

- Pan American Games water polo medalists on HickokSports